# Paul Bader
Paul Bader (Lahr, 20 luglio 1883 – Emmendingen, 28 febbraio 1971) è stato un generale tedesco della Wehrmacht durante la seconda guerra mondiale.

## Biografia

### La prima guerra mondiale
Bader entrò nell'esercito dell'impero tedesco nel 1903, all'età di 20 anni, come Einjährig-Freiwilliger (ufficiale volontario di riserva) e venne successivamente accettato come Fahnenjunker (candidato ufficiale) e gli venne concesso di frequentare la scuola di guerra per ufficiali. Venne assegnato quindi al 66º reggimento di artiglieria da campo, reggimento nel quale venne promosso al grado di tenente il 21 maggio 1906. Nel 1912 venne trasferito all'80º reggimento di artiglieria da campo.
Il 20 novembre 1913, venne promosso primo tenente e venne nominato aiutante del comandante del suo reggimento. Il reggimento venne impiegato a Colmar in Alsazia ed allo scoppio della prima guerra mondiale Bader venne impiegato sul fronte orientale della Germania nella Battaglia delle Frontiere. La 39ª divisione di cui il suo reggimento faceva parte prese parte alla corsa al mare tra il settembre ed il novembre del 1914, per poi attestarsi con le altre truppe presso il fiume Yser nelle Fiandre. Combatté quindi nella Battaglia dell'Yser. Nell'aprile del 1915, Bader venne promosso capitano e venne nominato aiutante del comandante della 39ª brigata di artiglieria da campo. Trasferito nel nordest della Francia all'inizio del 1916, prese parte all'attacco a Verdun. Per il resto della guerra, Bader rimase con la 39ª divisione e combatté ancora nella Battaglia della Somme, nella Seconda battaglia dell'Aisne, nella battaglia di Passchendaele e nell'Offensiva di primavera tedesca del 1918.

### Il periodo tra le due guerre
Negli anni tra le due guerre, Bader rimase attivo tra le forze d'artiglieria del Reichswehr, e venne promosso maggiore nel 1925. Dal 1919 al 1928, comandò diverse batterie d'artiglieria. Nel 1933, Bader venne promosso colonnello e comandò il 5º reggimento d'artiglieria "Ludwigsburg". Promosso maggiore generale nel 1935, prese il comando della 2ª divisione di fanteria dal 1º aprile 1937. La divisione venne successivamente ridenominata 2ª divisione di fanteria motorizzata e Bader venne promosso al grado di tenente generale nel 1938.

### La seconda guerra mondiale

#### Polonia e Francia
Allo scoppio della guerra nel 1939, Bader comandò la 2ª divisione di fanteria motorizzata nel corso dell'invasione della Polonia, come parte del XIX Armee Korps di Heinz Guderian con la 4ª armata del Gruppo Nord. Nel settembre del 1939, venne spostato in Pomerania occidentale e poi in Prussia orientale e poi a Brest-Litovsk.
Dopo la fine della campagna polacca, la divisione di Bader venne trasferita ad ovest per preparare la invasione della Francia. La divisione divenne parte del XIV Armee Korps. Nel maggio e nel giugno del 1940 il gruppo passò nelle Ardenne, attraversò la Mosa e giunse sino a Dunkirk e Calais, passando poi alla linea Maginot. Bader comandò la 2ª divisione motorizzata sino all'ottobre del 1940 quando tornò in Germania. Nell'ottobre del 1940, Bader venne nominato comandante della 3ª divisione di fanteria che venne predisposta per l'operazione Barbarossa.

#### Jugoslavia
Nel maggio del 1941, poco prima dell'attacco dell'Unione Sovietica, Bader venne rimpiazzato come comandante della 3ª divisione di fanteria motorizzata ed il 1 luglio 1941 venne promosso General der Artillerie e venne nominato comandante del LXV Armee Korps, incaricato sostanzialmente di rimanere e mantenere l'ordine nella Jugoslavia da poco occupata e poi in Serbia ed in Croazia. Dopo aver prestato assistenza nella repressione delle rivolte in Serbia, Bader divenne Generale Plenipotenziario in Serbia dal 6 dicembre 1941 e nel febbraio del 1942 Comandante Generale. Il 26 agosto 1943 venne trasferito al comando del XXI corpo d'armata di montagna in Albania, ad ogni modo mantenne tale posizione solo per pochi mesi dal momento che nell'ottobre del 1943 divenne inviso a Hitler ed il 31 marzo 1944 decise di ritirarsi dal servizio attivo.
Paul Bader morì il 28 febbraio 1971 a Emmendingen, in Germania, all'età di 87.